# Fumiko Takano
Fumiko Takano (高野 文子, Takano Fumiko) (em japonês: 高野 文子) é uma mangaka japonês, que nasceu em Niitsu, Niigata, e atualmente reside em Akiha-ku, Niigata. Além de servir como enfermeira, no ano 1979 estreia na revista de mangá, June com sua obra a "navalha de segurança absoluta" (絶対安全剃刀). Seu estilo é tradicional e centra-se no público infantil/juvenil e inspira-se no mundo de desenhos de outros mangakas como Katsuhiro Otomo.

## Obras

### Mangá
- Hana
- Kiiroi Hon
- Ruki-san
- Zettai Anzen Kamisori
- Bou ga Ippon
- Dormitory Tomkins (ドミトリーともきんす))

## Prêmios
- 1982 - Prêmio à excelência outorgado pela associação japonesa de caricaturistas[3]
- 2003 - Grande Prêmio do Prêmio Cultural Osamu Tezuka por sua obra Kiiroi Hon.